# Бешкаппа (район Рудаки)
Бешкаппа (тадж. Бешкаппа) — село в районе Рудаки Республики Таджикистан. Входит в состав джамоата (сельской общины) Россия района Рудаки.
Находится недалеко от г. Душанбе, на расстоянии 12 км от райцентра (пгт. Сомониён) и 2 км от центра общины (село Куштеппа).
Население — 2500 чел. (2017)
В 1932 году входил в состав джамсовета Гулистан Сталинабадского района, с 1965 года — в составе кишлачного совета Куштеппа Ленинского района.
С 2020 года — в составе района Шохмансур города Душанбе.